# Restio ramosissimus
Restio ramosissimus är en gräsväxtart som beskrevs av Hans Peter Linder och C.R.Hardy. Restio ramosissimus ingår i släktet Restio och familjen Restionaceae. Inga underarter finns listade i Catalogue of Life.